# La tregua (film 1974)
La tregua è un film del 1974 diretto da Sergio Renán. Fu candidato all'Oscar al miglior film straniero.

## Trama
l film si apre con il 49° compleanno di Martín Santomé, vedovo e padre di tre figli: il maggiore, l'amareggiato Esteban; la premurosa figlia di mezzo Blanca e Jaime, un omosessuale represso. Lui va al lavoro pensando che si siano dimenticati del suo compleanno e, una volta in ufficio, assegna due nuovi dipendenti ai loro incarichi: l'effeminato e nervoso Santini e la giovane Laura, con cui presto sviluppa un legame. Tornato a casa, Martín viene sorpreso da una festa organizzata dai suoi figli.
Dopo aver avuto una notte di sesso occasionale con una donna incontrata sull'autobus, Martín inizia a vivere una serie di eventi che gli cambiano completamente la vita. Santini ha un crollo nervoso al lavoro e si scaglia contro la compiacenza dei suoi colleghi; viene poi sostituito, anche se il crollo segna Martín e lo costringe a guardare alla sua vita. Suo figlio Jaime alla fine esce allo scoperto e decide di andarsene di casa per salvare la famiglia dall'imbarazzo e da ulteriori complicazioni. Per concludere, Martín, che ha stretto amicizia con Laura, le confessa il suo amore in un bar e la implora di guardare oltre la differenza di età (lui ha 49 anni, lei 24) e di dargli una possibilità. Lei accetta.
I due iniziano a frequentarsi e Martín riacquista la sua abitudine di vivere. La loro relazione non vacilla mai e gli accenni di infedeltà vengono rapidamente respinti. Lui si trasferisce nel suo appartamento, abbandonando il figlio e la figlia (che inizia a frequentare un uomo). Ciò sconvolge ancora di più Esteban, che incolpa il padre di avergli dato una vita mediocre. Martín lo implora che non è mai tardi per cambiare e si riconciliano.
Il climax del film inizia con la prematura scomparsa di Laura, che contrae l'influenza e muore di infarto poco dopo. Martín riacquista ancora una volta la sua cupa visione della vita e del mondo. Si rende conto che la sua storia d'amore con Laura non era altro che "una tregua con la vita". Il film si conclude con un tono ambiguo, mentre Esteban cerca di confortare il padre, ruoli invertiti, e la telecamera si concentra su Martín, appoggiato al muro, che sembra più disperato che mai.

## Riconoscimenti
- Premio Oscar
  - Candidatura all'Oscar al miglior film in lingua straniera